# Carolina Izsak
Carolina Eva Izsák Keményfy (sinh ngày 21 tháng 9 năm 1971 tại Caracas) là nữ hoàng sắc đẹp Venezuela thi đấu trong cuộc thi Hoa hậu Hoàn vũ 1992 vào ngày 8 tháng 5 năm 1992, cuối cùng xếp ở vị trí thứ 4 trong khi vốn là thí sinh dẫn đầu của phần thi đêm đó.

## Đầu đời
Izsák sinh ra trong một gia đình có nguồn gốc Hungary. Bà được trao vương miện Hoa hậu Venezuela 1991, cuộc thi mà bà tham gia với tư cách là đại diện cho bang Amazonas. Á hậu trong cuộc thi là Ninibeth Leal từ bang Zulia, người sau này sẽ được trao vương miện Hoa hậu Thế giới 1991.

## Hoa hậu Hoàn vũ
Izsák tiếp tục đại diện cho đất nước của mình trong cuộc thi Hoa hậu Hoàn vũ 1992 được tổ chức tại Băng Cốc, Thái Lan vào tháng 5 năm 1992.
Khi cuộc thi bắt đầu, Izsák thắng cả ba cuộc thi sơ bộ: áo tắm, phỏng vấn và trang phục dạ hội. Điểm số của bà là 9.477 là điểm số sơ bộ kết hợp truyền hình cao nhất trong lịch sử của cuộc thi. Đối thủ gần nhất của bà là Michelle McLean của quốc gia châu Phi Namibia, theo sau phần thi sơ bộ ở vị trí thứ hai với 9.147 điểm.
Trong suốt phần thi được truyền hình trực tiếp, Izsák tiếp tục điểm số ấn tượng của mình và chiến thắng trong phần thi áo tắm và dạ hội, chỉ đứng thứ hai trong phần phỏng vấn của Top 10. Khi 10 thí sinh chung cuộc rút xuống còn lại 6 người, Izsák được đánh giá ở vị trí dẫn đầu. Trong vòng thi tiếp theo, sau khi trả lời câu hỏi của giám khảo, ban giám khảo đã không cho bà đủ điểm để bà lọt Top 3 chung cuộc và Izsák đứng ở vị trí thứ tư.

## Cuộc sống sau Hoa hậu Hoàn vũ
Sau cuộc thi, Izsák trở về Venezuela, nơi bà hoàn thành công trình nghiên cứu kiến trúc của mình (Universidad Simon Bolivar) và cuối cùng đã kết hôn. Bà quyết định một cuộc sống xa đèn sân khấu, là một người mẹ và hiện đang sống ở Boston, MA, Hoa Kỳ.